# Diocèse de Pekhon
Le diocèse de Pekhon (en latin: Dioecesis Pekhonensis) est un siège de l'Église catholique de Birmanie suffragant de l'archidiocèse de Taunggyi. En 2013, il comptait 46.730 baptisés pour 269.500 habitants. Il est tenu par Mgr Peter Hla.

## Territoire
Le diocèse comprend la partie méridionale de l'État Shan. Il couvre une surface de 25 890 km2 et confine à l'archidiocèse de Taunggyi au nord, au diocèse de Taungngu au sud-ouest et au diocèse de Loikaw au sud.
Le siège épiscopal est la ville de Pekhon, où se trouve la cathédrale du Sacré-Cœur-de-Jésus.
Le territoire est subdivisé en 14 paroisses.

## Histoire
Le diocèse est érigé le 15 décembre 2005 par la bulle Ubi venit plenitudo de Benoît XVI, recevant son territoire de l'archidiocèse de Taunggyi.

## Ordinaires
- Peter Hla, depuis le 15 décembre 2005

## Statistiques
En 2013, le diocèse comptait 46.730 baptisés pour 269.500 habitants (17,3%), 43 prêtres diocésains, 5 religieux et 48 religieuses dans 14 paroisses.